# Myobatrachus
Myobatrachus là một chi động vật lưỡng cư trong họ Myobatrachidae, thuộc bộ Anura. Chi này có 1 loài và không bị đe dọa tuyệt chủng.

## Hình ảnh

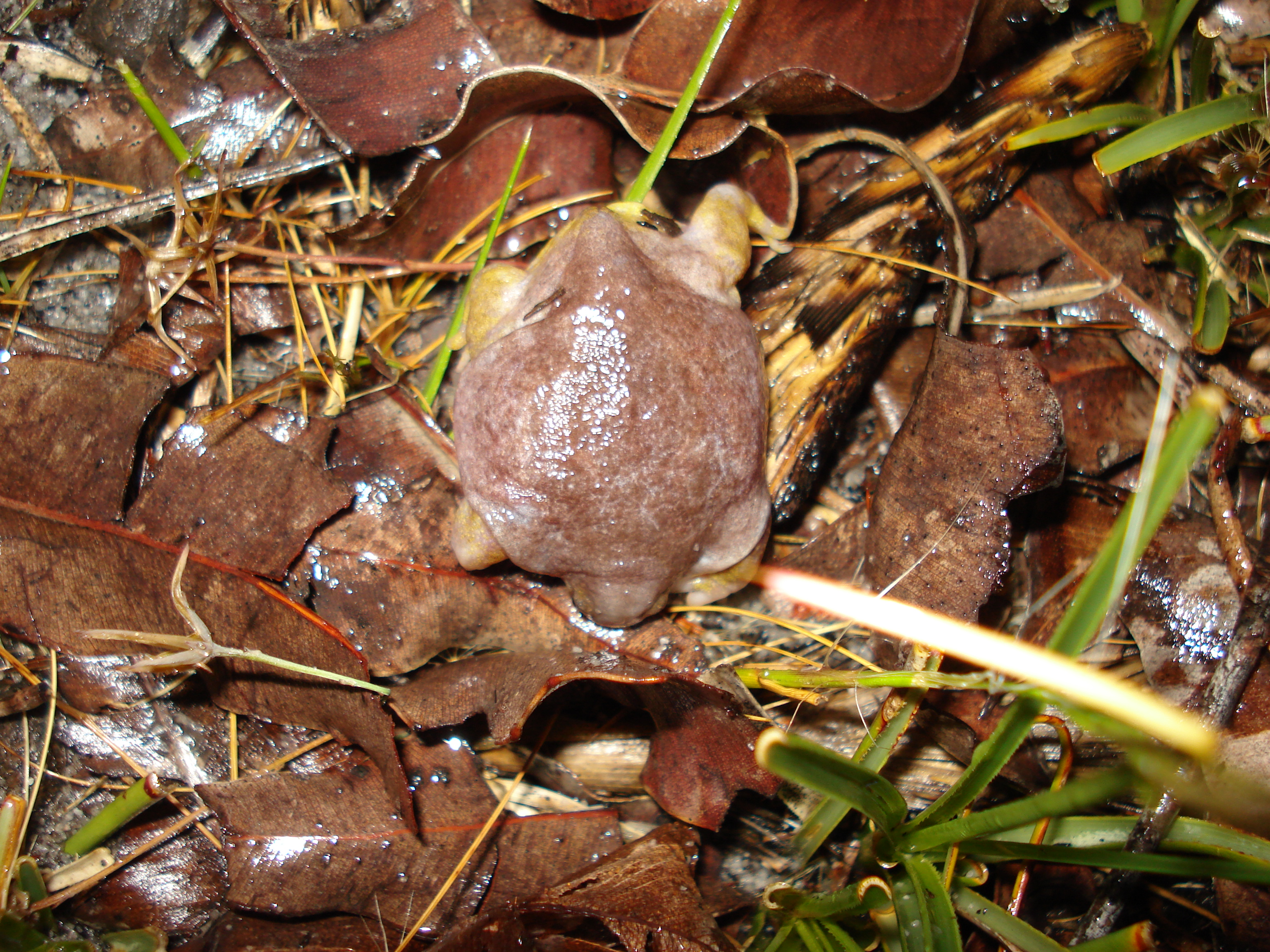
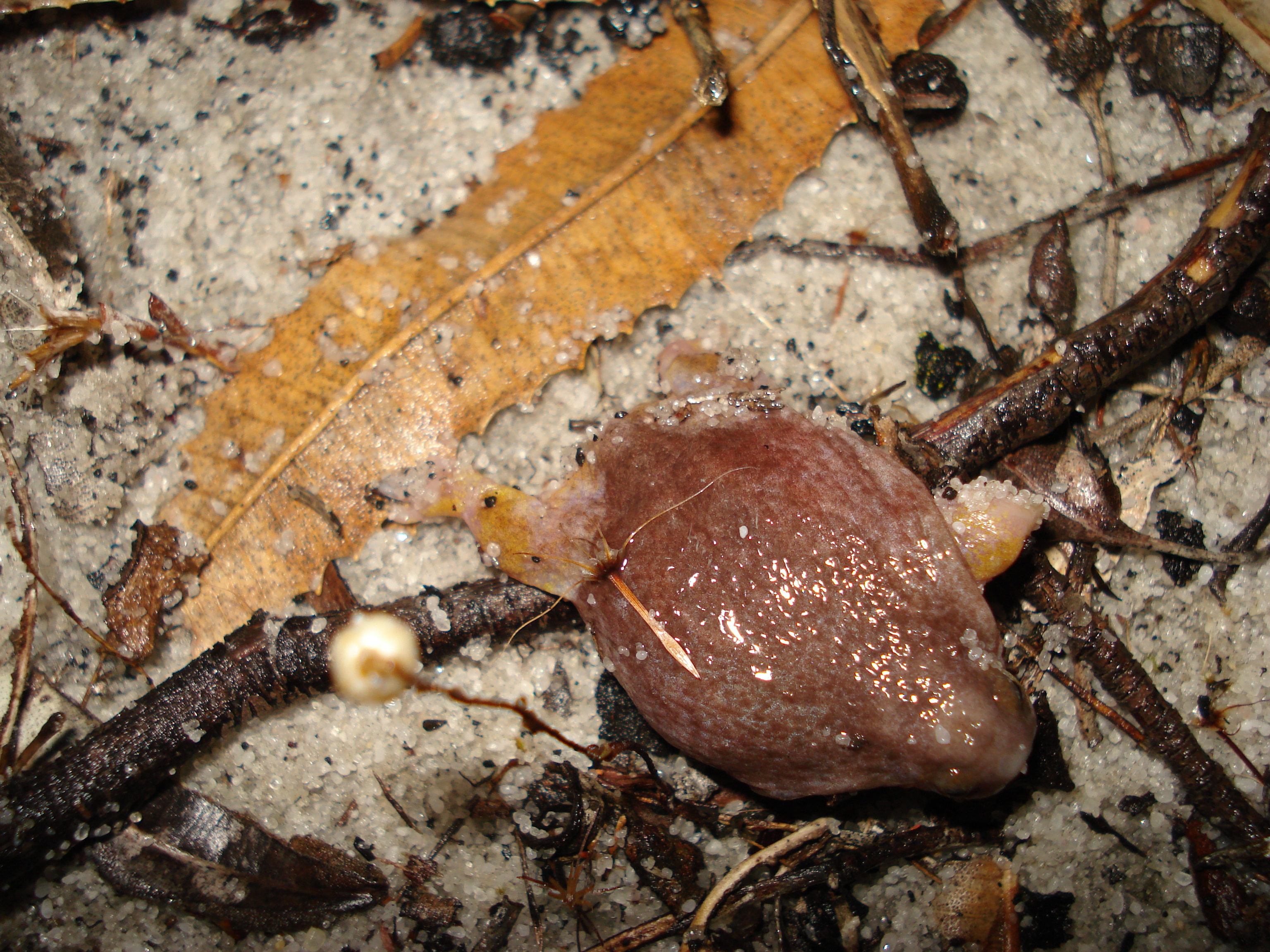
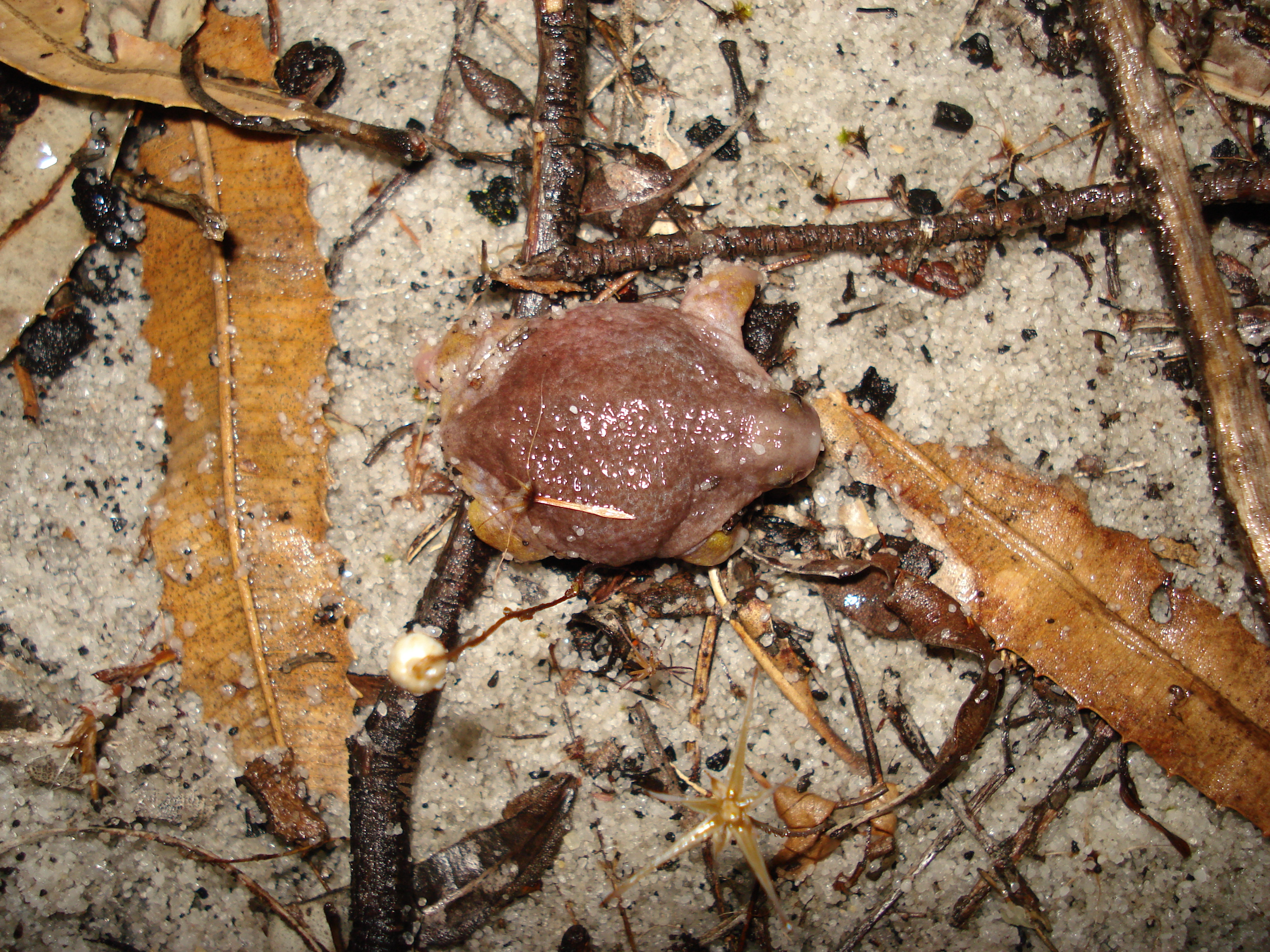
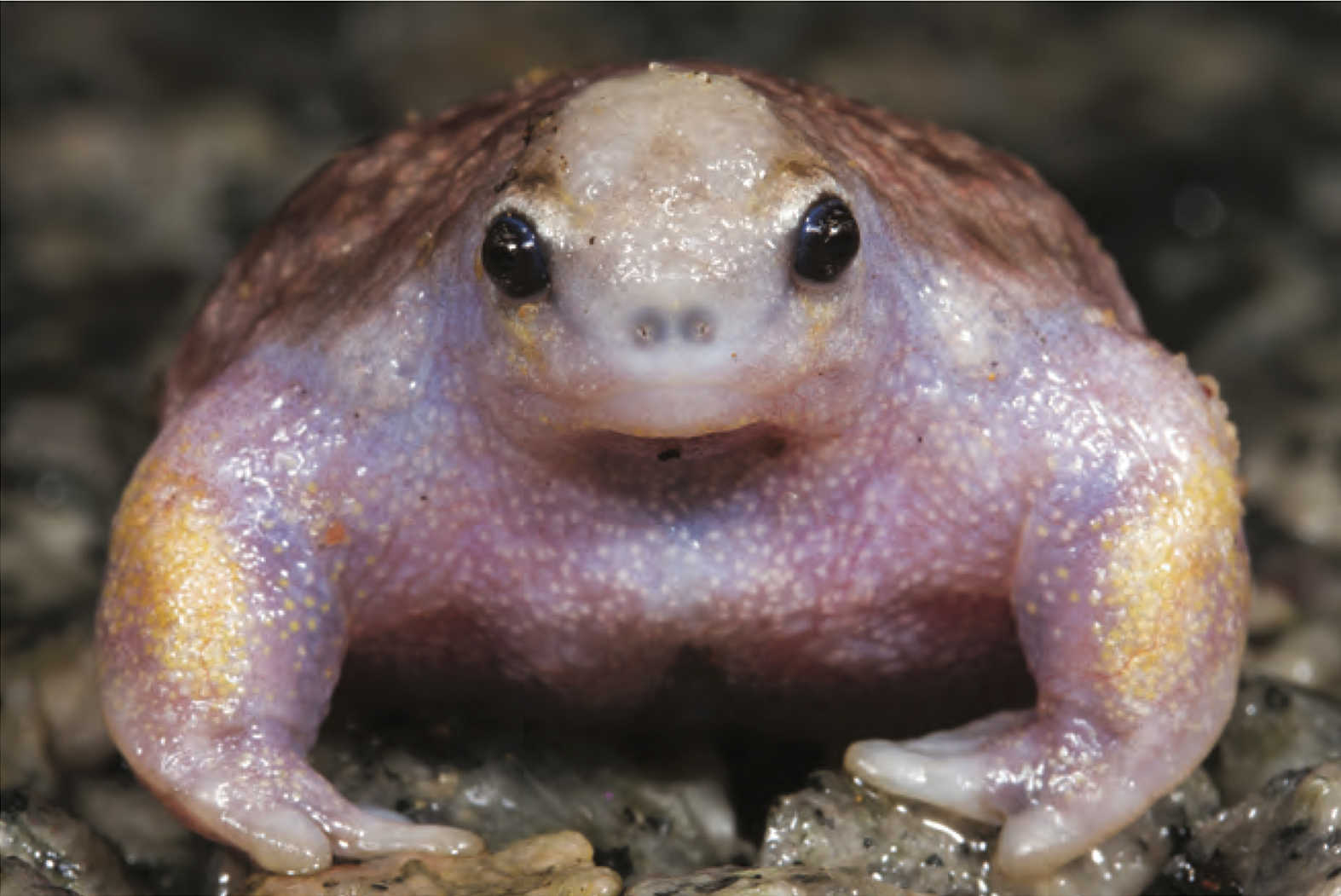
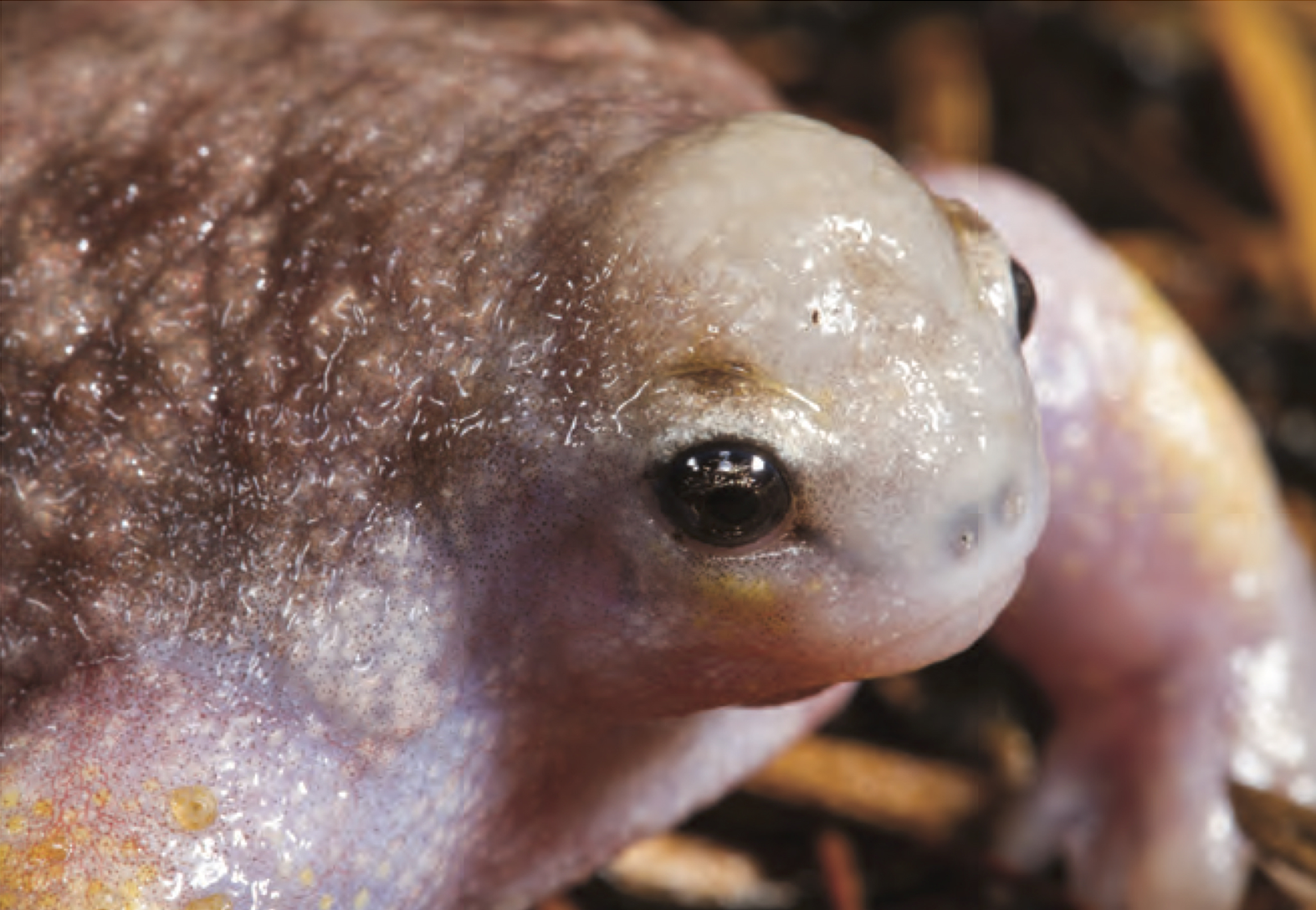
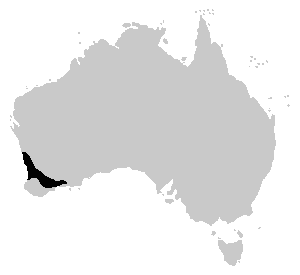